# Oslovice (Holany)
Oslovice (něm. Wasslowitz) je malá vesnice, část městyse Holany v okrese Česká Lípa. Nachází se asi 2,5 km na sever od Holan. Prochází zde silnice I/15. Je zde evidováno 10 adres. Trvale zde žije 13 obyvatel.
Oslovice leží v katastrálním území Holany o výměře 15,97 km2.

## Další fotografie

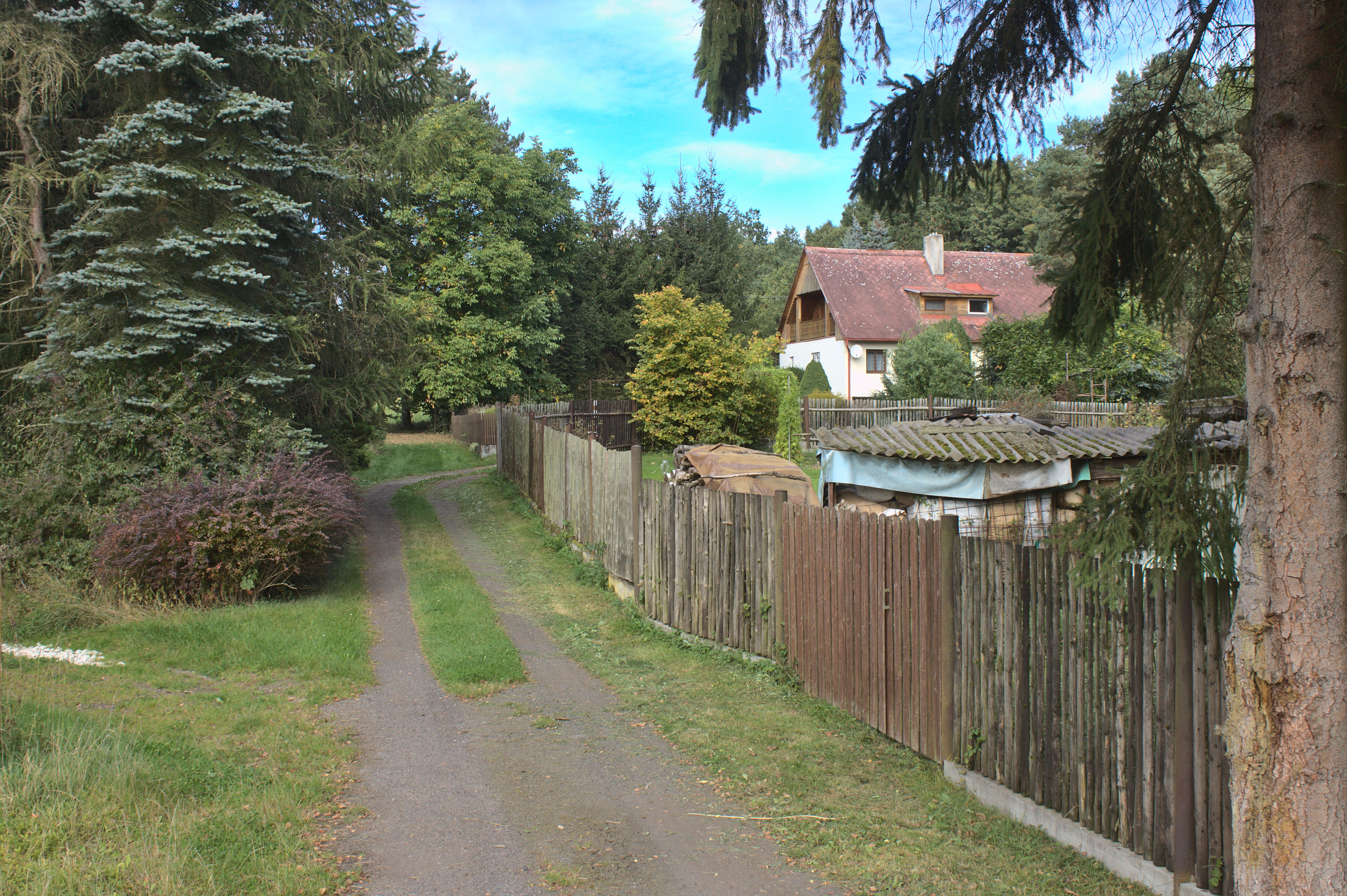
Místní cesta
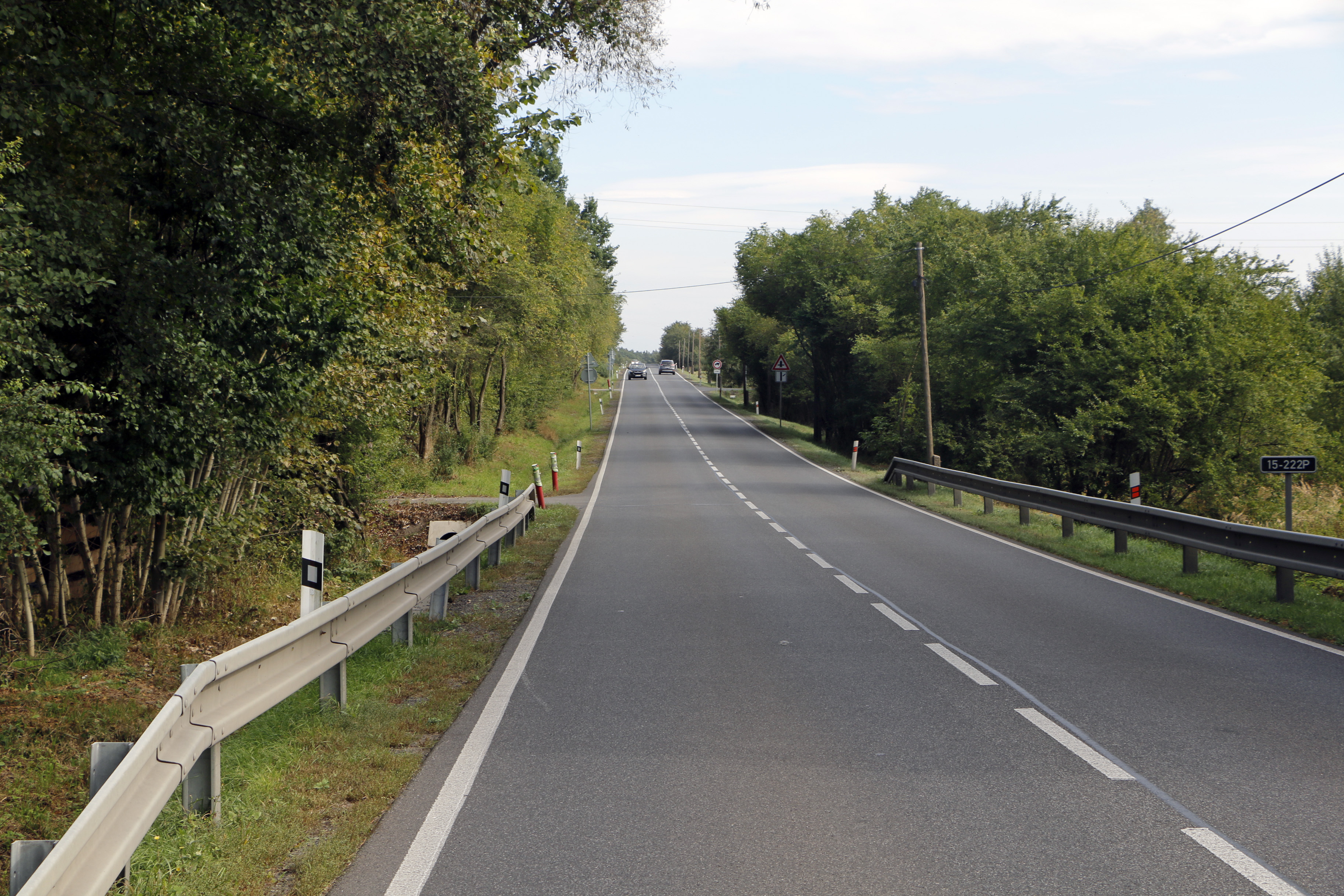
Silnice I. třídy 15 u vesnice